# Diputación Provincial de Cáceres
La Diputación Provincial de Cáceres es el órgano de gobierno y la administración autónoma de la provincia de Cáceres, según lo dispuesto en la Ley Reguladora de las Bases del Régimen Local y en el Estatuto de Autonomía de Extremadura. Fue creada a partir de la división territorial de España de 1833, que para este caso estableció una provincia con capital en la ciudad de Cáceres.

## Funciones
La función primordial de la Diputación es la de prestar los servicios que no pueden ser gestionados por parte de los municipios, especialmente los más pequeños, y que no son atendidos directamente por las administraciones regional y nacional. Los órganos de gobierno de la Diputación Provincial son el presidente, los tres vicepresidentes, la Junta de Gobierno y el Pleno.

## Sistema de elección
Las diputaciones provinciales son órganos de elección indirecta. La composición de su pleno se realiza a partir de los resultados en las elecciones municipales en cada provincia.
El número de diputados del Pleno de la Diputación Provincial de Cáceres es de 25, en base al artículo 204 de la Ley Orgánica 5/1985, de 19 de junio, del Régimen Electoral General, que establece el número de 25 diputados cuando los habitantes de la provincia sean menos de 500.000 habitantes, contando la provincia de Cáceres con 396.487 habitantes (INE 2018) en las últimas elecciones municipales del año 2019
Los diputados provinciales se reparten proporcionalmente entre los partidos judiciales de la provincia de Cáceres. Cuando se constituyen los ayuntamientos, se agrupan los votos de todos los partidos políticos que han obtenido representación municipal en un mismo partido judicial. Entre ellos se reparten los escaños, según la Ley D'Hondt. Los diputados provinciales son elegidos de entre los concejales electos en cada partido judicial. El conjunto de diputados provinciales elegirán, por mayoría, a uno de ellos como presidente de la Diputación.

## Composición
| Actual distribución de la Diputación tras las elecciones municipales de 2019 | Actual distribución de la Diputación tras las elecciones municipales de 2019 | Actual distribución de la Diputación tras las elecciones municipales de 2019 | Actual distribución de la Diputación tras las elecciones municipales de 2019 | Actual distribución de la Diputación tras las elecciones municipales de 2019 |
| Partido político                                                             | Votos                                                                        | %                                                                            | Diputados                                                                    |                                                                              |
| ---------------------------------------------------------------------------- | ---------------------------------------------------------------------------- | ---------------------------------------------------------------------------- | ---------------------------------------------------------------------------- | ---------------------------------------------------------------------------- |
| Partido Socialista Obrero Español de Extremadura (PSOE-E)                    | 92,603                                                                       | 40,20%                                                                       | 15                                                                           |                                                                              |
| Partido Popular de Extremadura (PPE)                                         | 91,125                                                                       | 39,56%                                                                       | 10                                                                           |                                                                              |

### Distribución de escaños por partidos judiciales
| Partido judicial      | PSOE | PP | Diputados |
| --------------------- | ---- | -- | --------- |
| Cáceres               | 5    | 4  | 9         |
| Coria                 | 2    | 1  | 3         |
| Navalmoral de la Mata | 2    | 1  | 3         |
| Plasencia             | 3    | 3  | 6         |
| Trujillo              | 2    | 1  | 3         |
| Valencia de Alcántara | 1    |    | 1         |
| Total                 | 15   | 10 | 25        |

## Equipo de Gobierno (2015-2019)

Bandera de la Provincia de Cáceres

- Presidente: Carlos Carlos Rodríguez

- Vicepresidencia Primera y Área de Medio Ambiente y Transición Ecológica: Alfonso Beltrán Muñoz
  - Delegación del Área de Infraestructuras: Luis Fernando García Nicolás
    - Delegación Especial de Industria y Agencia Extremeña de la Energía: Manuel Mirón Macías

  - Delegación del Área de Cultura y Deporte: Fernando Javier Grande Cano
    - Delegación Especial de Igualdad y Políticas Sociales: Amelia Molero Fragoso
    - Delegación Especial de Sociedad Agropecuaria: María Angélica García Gómez

  - Delegación del Área de Cultura: Álvaro Sánchez Cotrina
- Vicepresidencia Segunda y Área de Hacienda, Economía y Asistencia a Municipios: Isabel Ruiz Correyero'
  - Vicepresidencia Tercera y Diputado de Reto Democrático, Desarrollo Sostenible, Juventud y Turismo:  Álvaro Sánchez Cotrina
  - Delegación del Área de Personal: Tomás Sánchez Campos

## Sede

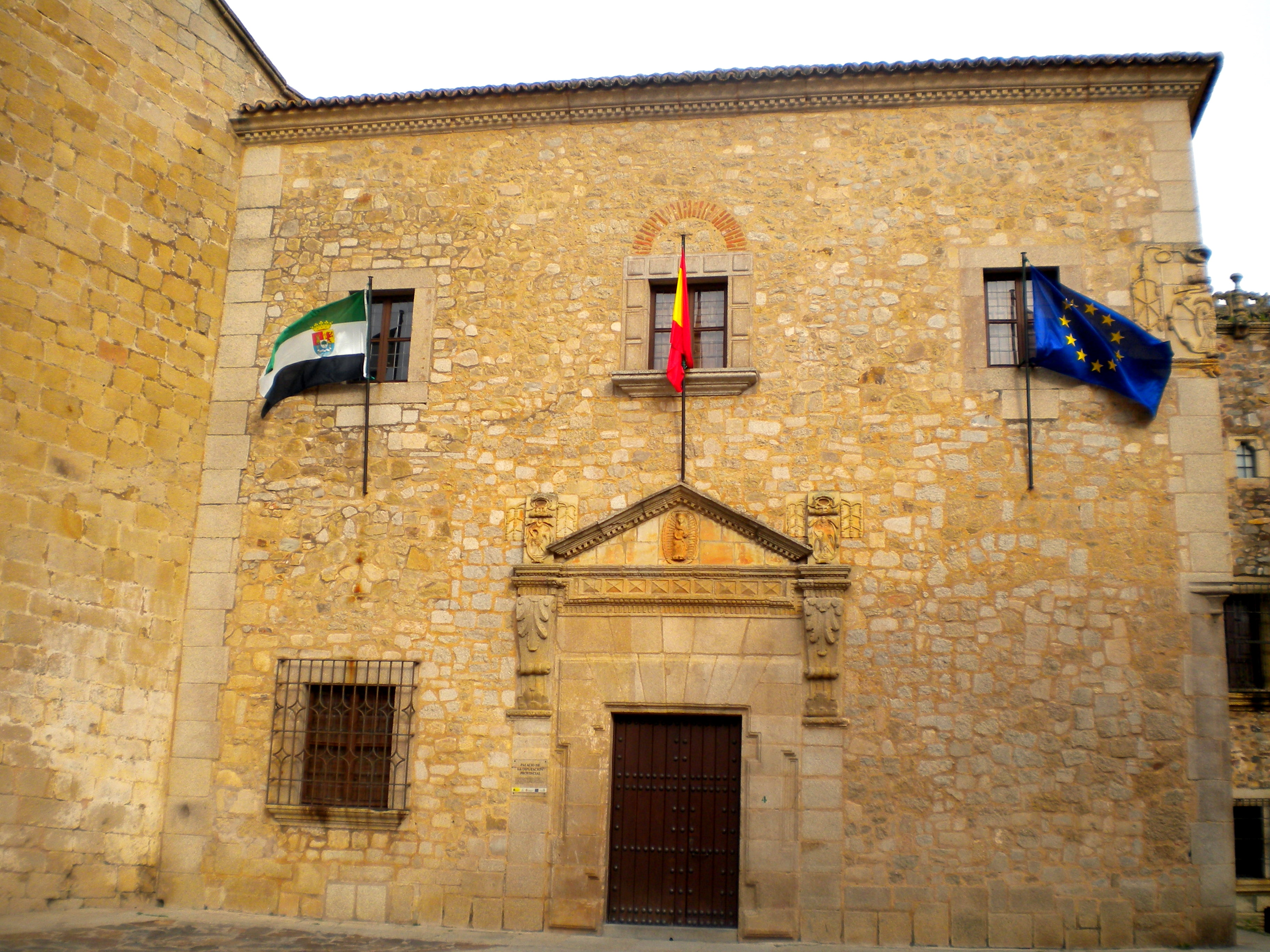
El Palacio Provincial, sede de la Diputación de Cáceres

El Palacio de la Diputación Provincial se encuentra en el Conjunto Monumental de Cáceres, concretamente en la Plaza de Santa María, entre el Palacio de los Golfines de Abajo y la Concatedral de Santa María. El edificio se asienta en el solar que ocupó el Convento jerónimo de Santa María de Jesús, fundado en el siglo XV. Fue tras la Desamortización de Mendizábal, en el siglo XIX, cuando se abrió la puerta a la plaza, puesto que el acceso conventual se hallaba por otra calle.
El edificio se reedificó en 1871 para albergar las dependencias de la Diputación Provincial, creada a partir de la división territorial de España en 1833, así como las del Gobierno Civil de la provincia, la Inspección de Vigilancia, una Escuela Normal de Maestras y otra de Párvulos, entre otras.
Se sucedieron nuevas reformas en 1950 y 1965, momento en el que se colocó la actual portada renacentista, proveniente del Seminario del Obispo Galarza, rematada con un frontón triangular, en cuyo tímpano aparece una Virgen de Guadalupe revestida de sol. Bajo el frontón hay un friso con dovelas en punta de diamante y ménsulas con decoración vegetal a los lados, que se rematan con escudos de los Galarza. El emblema episcopal del mismo obispo se puede encontrar la esquina de la fachada. Actualmente el palacio se destina exclusivamente a las dependencias de la Diputación de Cáceres.

## Escudo

Escudo de la Diputación Provincial de Cáceres.

Hasta el año 2013 la Diputación de Cáceres no ha contado con escudo heráldico propio, usando hasta entonces el de la ciudad de Cáceres, capital provincial, pero con corona real abierta y la cruz de Alcántara de fondo. El 28 de noviembre de 2013 se presentó el nuevo escudo heráldico. El encargado de realizar el nuevo escudo fue Abelardo Muñoz Sánchez, académico de la Real Academia Matritense de Heráldica y Genealogía, quien retomó los estudios del investigador Antonio Floriano Cumbreño del año 1975 y del cronista oficial de la provincia en los años 80, Santos Benítez Floriano.
El escudo incluye los blasones de Cáceres, Plasencia, Trujillo, Navalmoral de la Mata y Coria, cabeceras de las comarcas naturales de la provincia, añadiendo la cruz de la Orden de Alcántara, muy vinculada a la historia cacereña. El escudo está timbrado por corona real.

## Organismos
- Servicio de Turismo: Palacio de Carvajal
- Institución Cultural El Brocense: Complejo Cultural San Francisco
- Fundación Biblioteca Zamora Vicente (Alonso Zamora Vicente): Casa de los Espadero-Pizarro o Casa del Mono
- Organismo Autónomo de Recaudación y Gestión Tributaria
- Sociedad Agropecuaria Provincial